# Nåt för dom som väntar (EP)
För sången och singeln med samma namn, se Nåt för dom som väntar (1998).
Nåt för dom som väntar är ett EP-album av den svenske artisten Olle Ljungström. EP:n släpptes den 5 december 1997.
Första låten på albumet, Nåt för dom som väntar, fanns även med på albumet Det stora kalaset (1998).

## Låtlista
Text och musik: Olle Ljungström, förutom spår 3 av Ljungström och Heinz Liljedahl.
1. "Nåt för dom som väntar" – 4:05
2. "Bara du och jag" – 3:56
3. "Jag ljuger" – 3:04
4. "Du ligger under" – 3:36

## Medverkande
- Olle Ljungström - gitarr (spår 1), elgitarr (spår 2, 4), sång
- Heinz Liljedahl - trummor, bas, gitarr, elgitarr, piano, percussion, kör
- Martin Jansson - trummor
- Johan Vävare - synth
- Jerker Odelholm - bas
- Peter Korhonen - trummor
- Simon Nordberg - programmering
- Mattias Tegnér - programmering
- Peter Forss - stråkarrangemang, dirigent (spår 1)

## Listplaceringar
| Lista (1997) | Topplacering |
| ------------ | ------------ |
| Sverige      | 44           |